# Here Comes the Rain Again
«Here Comes the Rain Again» —en español: «Aquí viene la lluvia de nuevo»— es una canción del dúo británico Eurythmics. Fue lanzada como tercer sencillo de su tercer álbum de estudio Touch en el Reino Unido y como primero en Estados Unidos. La canción alcanzó la posición número 4 en la Billboard Hot 100 (Estados Unidos) y la número 8 en la UK Singles Chart (Reino Unido).

## Formatos
| Sencillo en 7" |                                      |          |  |
| N.º            | Título                               | Duración |  |
| 1.             | «Here Comes the Rain Again» (Edited) | 3:50     |  |
| 2.             | «Paint a Rumour» (Edited)            | 4:00     |  |

| Sencillo en 12" |                                                       |          |  |
| N.º             | Título                                                | Duración |  |
| 1.              | «Here Comes the Rain Again» (Full Version)            | 5:08     |  |
| 2.              | «This City Never Sleeps» (Live from San Francisco 83) | 5:30     |  |
| 3.              | «Paint a Rumour» (Full Version)                       | 8:00     |  |

Otras versiones

- «Here Comes the Rain Again» (Freemasons Vocal Mix) - 7:17
- «Here Comes the Rain Again» (Freemasons Radio Edit) - 4:41